# 沓掛良彦
沓掛 良彦（くつかけ よしひこ、1941年1月1日 - ）は、日本の比較文学者・西洋古典学者、翻訳家。東京外国語大学名誉教授。井伊 華言（いいかげん）名義の著書もある。

## 経歴
出生から修学期
1941年、長野県上田市で生まれた。1959年、長野県上田高等学校を卒業。早稲田大学第一文学部ロシア文学科に進学し、1965年に卒業。東京大学大学院人文科学研究科比較文学比較文化専攻に進み、比較文学を専攻。西脇順三郎を読んで地中海世界に憧れ、寺田透と木村彰一に師事した。1971年に博士課程を中退。
教員時代
その後は大阪市立大学専任講師に就いた。東北大学助教授を経て、東京外国語大学外国語学部教授となった。1990年、学位論文『サッフォー：詩と生涯』を東北大学に提出して文学博士の学位を取得。在職中には外国語学部長も務めた。2003年に東京外国語大学を定年退官し、名誉教授となった。その後は東京学芸大学教授として教鞭をとった。2005年に東京学芸大学を定年退職。2010年、中国・福州大学客員教授。

## 受賞・栄典
- 2016年：『黄金の竪琴　沓掛良彦訳詩選』で読売文学賞(翻訳部門)を受賞[3]。

## 研究内容・業績
ロシア、フランスから、古典ギリシア、ローマ、漢詩、江戸文藝まで広い学殖がある。「枯骨閑人」を名乗る。

## 著書
沓掛良彦名義
- 『サッフォー 詩と生涯』平凡社 1988／改訂 水声社 2006
- 『讚酒詩話』岩波書店 1998
- 『詩林逍遥：枯骨閑人東西詩話』大修館書店 1999
- 『文酒閑話』平凡社 2000
  - 増訂版『耽酒妄言：枯骨閑人文酒閑話』平凡社(大和プレス) 2020
- 『詩女神の娘たち：女性詩人、十七の肖像』未知谷 2000
- 『壺中天酔歩：中国の飲酒詩を読む』大修館書店 2002
- 『エロスの祭司 評伝ピエール・ルイス』水声社 2003
- 『大田南畝 詩は詩仏書は米庵に狂歌おれ』ミネルヴァ書房(ミネルヴァ日本評伝選) 2007
- 『和泉式部幻想』岩波書店 2009
- 『陶淵明私記 詩酒の世界逍遥』大修館書店 2010
- 『式子内親王私抄 ほのかな美の歌』ミネルヴァ書房 2011
- 『西行弾奏』中央公論新社 2013
- 『エラスムス 人文主義の王者』岩波書店(岩波現代全書) 2014、オンデマンド版 2025
- 『人間とは何ぞ 酔翁東西古典詩話』ミネルヴァ書房(叢書・知を究める) 2015
- 『古代西洋万華鏡　ギリシア・エピグラムにみる人々の生』法政大学出版局 2017
- 『ギリシアの抒情詩人たち 竪琴の音にあわせ』京都大学学術出版会 2018
- 『オルフェウス変幻 ヨーロッパ文学にみる変容と変遷』京都大学学術出版会  2021[4]
- 『表現者としての一休 「恋法師一休」の艶詩・愛の詩を読む』研文出版 2023
- 『風狂と遊戯 閑に読む一休と良寛』目の眼、大和プレス 2023
- 『凍れる美学 定家と和歌についての覚え書き』東京外国語大学出版会 2025
- 『恍惚惨人詩話　カスタリアの泉に汲んで：古典詩の記憶から』思潮社 2025

小湖津完爾名義
- 『塵芥集 夜の詠 茂原才欠（もばらさいかく）短歌大矢数』小湖津完爾名義、思潮社(大和プレス） 2021

井伊華言名義
- 『百人一死 詩人たちはいかに死んだか』[5]水声社 2023
- 『れそなんてぃあ 東西古典詩の木魂』水声社 2025

### 訳書
- 『牧神の葦笛　ギリシア詞華集抄』牧神社 1978
- 『ピエリアの薔薇 ギリシア詞華集選 沓掛良彦訳詩集』書肆風の薔薇 白馬書房 1987／平凡社ライブラリー 1994
- 『焔の女 ルイーズ・ラベの詩と生涯』風の薔薇(現：水声社) 1988
- ロジャー・ヒンクス『古代芸術のコスモロジー』安村典子共訳、平凡社(ヴァールブルク・コレクション） 1989
- 『ホメーロスの諸神讃歌』平凡社 1990／ちくま学芸文庫 2004
- 『フランス女流詩人詩抄』金子美都子共訳、木魂社 1991
- ジェフリー・グリグスン（英語版）『愛の女神 アプロディテの姿を追って』榎本武文共訳、風の薔薇 1991
- ピエール・グリマル『ローマの愛』土屋良二共訳、白水社 1994
- 『トルバドゥール恋愛詩選』平凡社 1996
- プレドラグ・マトヴェイェーヴィチ（ドイツ語版）『地中海』土屋良二共訳、平凡社 1997
- ピエール・ルイス『アフロディテ 古代風俗』平凡社ライブラリー 1998
- アンリ・トロワイヤ『ボードレール伝』中島淑恵共訳、水声社 2003
- ピエール・ルイス『ビリティスの歌』水声社 2003
- アンリ・トロワイヤ『ヴェルレーヌ伝』中島淑恵共訳、水声社 2006
- オウィディウス『恋愛指南 アルス・アマトリア』岩波文庫 2008
- 『アベラールとエロイーズ 愛の往復書簡』横山安由美共訳、岩波文庫 2009
- デジデリウス・エラスムス『痴愚神礼讃　ラテン語原典訳』中公文庫 2014
- 『エラスムス = トマス・モア往復書簡』高田康成共訳、岩波文庫 2015
- 『ギリシア詞華集』(全4巻) 京都大学学術出版会(西洋古典叢書) 2015-2017[6]
- 『黄金の竪琴 沓掛良彦訳詩選』思潮社(大和プレス） 2015
- ネーモー・ウーティス『ギリシアの墓碑によせて』思潮社(大和プレス） 2017
- 『詩人 クリスティーヌ・ド・ピザン』横山安由美共編訳、思潮社(大和プレス） 2018
- アンジェロ・ポリツィアーノ『シルウァエ』月曜社 2023

### 共編著
- 『詩女神（ミューズ）の娘たち 女性詩人、十七の肖像』未知谷 2000
- 『名詩名訳ものがたり 異郷の調べ』亀井俊介共編、岩波書店 2005
- 『コルドバ遊記 記憶の中の都市』小柳裕・横溝静共著、大和プレス 2009
- 『バッカナリア 酒と文学との饗宴』阿部賢一共編、成文社 2012

### 論文
- Cinii